# Škofija Valleyfield
Škofija Valleyfield je rimskokatoliška škofija s sedežem v Salaberry-de-Valleyfieldu (Kanada).

## Geografija
Škofija zajame področje 28.112 km² s 232.828 prebivalci, od katerih je 185.295 rimokatoličanov (79,6 % vsega prebivalstva).
Škofija se nadalje deli na 62 župnij.

## Škofje
- Joseph-Médard Émard (5. april 1892-2. junij 1922)
- Felix-Raymond-Marie Rouleau (9. marec 1923-9. julij 1926)
- Joseph Alfred Langlois (10. julij 1926-22. september 1966)
- Percival Caza (22. september 1966-18. marec 1969)
- Guy Bélanger (17. oktober 1969-15. oktober 1975)
- Robert Lebel (26. marec 1976-30. junij 2000)
- Luc Cyr (10. maj 2001-danes)